# Supercopa do Japão
A Supercopa Japonesa ou Supercopa do Japão, cujo nome oficial atual é Fuji Xerox Super Cup por motivos de patrocínio é uma competição de futebol disputada no Japão entre o campeão da primeira divisão japonesa e o campeão da Copa do Imperador. sendo sempre disputada em partida única, com a maioria sendo realizada no Estádio Nacional de Tóquio, exceção da edição de 2011, realizada no Nissan Stadium, em Yokohama.